# Jean-Marie-Louis Coupé
Jean-Marie-Louis Coupé, né à Péronne (Somme) le 18 octobre 1732 et mort à Paris le 10 mai 1818, est un abbé, homme de lettres et bibliothécaire français.

## Biographie
Il fait ses études à Paris, puis il est ordonné prêtre et enseigne la rhétorique au collège de Navarre. Il devient ensuite précepteur du prince de Vaudémont, fils de la comtesse de Brionne, avec qui il voyage en Allemagne, en Italie et en Suisse. Il publie plusieurs ouvrages de morale et de littérature, parmi lesquels des recueils périodiques de mélanges et de variétés littéraires. Il est nommé censeur royal en 1778, puis garde du département des Titres et généalogies de la Bibliothèque du roi en 1785. Après la chute de Robespierre en 1792, il se retire à Fontainebleau et parvient à subsister en faisant pour les libraires des traductions d'auteurs grecs et latins. Il redevient censeur à titre honoraire à la Restauration.

## Publications
- Manuel de morale, dédié à Monseigneur le comte d'Artois, 1772
- Dictionnaire des mœurs, 1773
- Variétés littéraires, historiques, galantes, etc., 8 vol., 1785-1787
- Histoire universelle des théâtres de toutes les nations, depuis Thespis jusqu'à nos jours, avec Desfontaines-Lavallée, Testu et Le Fuel de Méricourt, 13 vol., 1779-1781
- Les Soirées littéraires, ou Mélanges de traductions nouvelles des plus beaux morceaux de l'antiquité, de pièces instructives et amusantes, françaises et étrangères, 10 vol. , 1795-1799
- Spicilège de littérature ancienne ou moderne, ou Recueil d'ouvrages grecs et latins de tous les âges et de tous les genres ignorés ou peu connus, 2 vol., 1801-1802

Traductions
- Michel de L'Hospital : Essai de traduction de quelques épîtres et autres poésies latines de Michel de L'Hôpital, avec des éclaircissements sur sa vie et son caractère, 2 vol., 1778
- Sénèque : Théâtre de Sénèque. Traduction nouvelle, enrichie de notes historiques, littéraires et critiques, et suivie du texte latin corrigé d'après les meilleurs manuscrits, 2 vol. , 1795
- Daniel Heinsius : Éloge de l'âne, 1796
- Homère : Opuscules, 2 vol., 1796
- Théognis de Mégare : Sentences. Poème moral de Proclyde, 1796

## Pour approfondir